# Prix Théophile-Lallouet
Le Prix Théophile-Lallouet est une course hippique de trot monté qui se déroule au mois d'avril sur l'hippodrome de Vincennes à Paris.
C'est une course internationale de Groupe II réservée aux chevaux de 5 à 11 ans ayant gagné au moins 130 000 €.
Elle se court sur la distance de 2 700 mètres (grande piste). L'allocation s'élève à 120 000 €, dont 54 000 € pour le vainqueur.
Créée en juin 1924, la course honore Théophile Lallouet (juin 1847 à Dangeul - août 1915), l'un des deux plus grands propriétaires de trotteurs (avec Léon Olry-Roederer) du début du XXe siècle.

## Palmarès depuis 1972
| Année | Vainqueur                                                      | Père                                                           | Pays                                                           | Jockey                                                         | Entraîneur                                                     | Réd.km                                                         |                                                                |
| ----- | -------------------------------------------------------------- | -------------------------------------------------------------- | -------------------------------------------------------------- | -------------------------------------------------------------- | -------------------------------------------------------------- | -------------------------------------------------------------- | -------------------------------------------------------------- |
| 2025  | Impala de Val                                                  | Viking de Val                                                  | France                                                         | Benjamin Rochard                                               | Pierre-Édouard Mary                                            | 1'11"9                                                         |                                                                |
| 2024  | Édition Géma                                                   | Prince Gédé                                                    | France                                                         | Guillaume Martin                                               | Marc Sassier                                                   | 1'12"1                                                         |                                                                |
| 2023  | Granvillaise Bleue                                             | Jag de Bellouet                                                | France                                                         | Camille Levesque                                               | Pierre Levesque                                                | 1'11"8                                                         |                                                                |
| 2022  | Fire Cracker                                                   | Quaro                                                          | France                                                         | Anthony Barrier                                                | Alain-Henri Robin                                              | 1'12"2                                                         |                                                                |
| 2021  | Clegs des Champs                                               | Legs du Clos                                                   | France                                                         | David Thomain                                                  | Thierry Raffegeau                                              | 1'12"8                                                         |                                                                |
| 2020  | Course non disputée (confinement dû à la pandémie de Covid-19) | Course non disputée (confinement dû à la pandémie de Covid-19) | Course non disputée (confinement dû à la pandémie de Covid-19) | Course non disputée (confinement dû à la pandémie de Covid-19) | Course non disputée (confinement dû à la pandémie de Covid-19) | Course non disputée (confinement dû à la pandémie de Covid-19) | Course non disputée (confinement dû à la pandémie de Covid-19) |
| 2019  | Clegs des Champs                                               | Legs du Clos                                                   | France                                                         | David Thomain                                                  | Thierry Raffegeau                                              | 1'12"2                                                         |                                                                |
| 2018  | Arlington Dream                                                | Ready Cash                                                     | France                                                         | Yoann Lebourgeois                                              | Philippe Allaire                                               | 1'12"1                                                         |                                                                |
| 2017  | Texas de l'Iton                                                | Cygnus d'Odyssée                                               | France                                                         | Mathieu Mottier                                                | Hughes Levesque                                                | 1'12"2                                                         |                                                                |
| 2016  | Scarlet Turgot                                                 | Dahir de Prélong                                               | France                                                         | Alexandre Abrivard                                             | Yannick-Alain Briand                                           | 1'12"9                                                         |                                                                |
| 2015  | Nene'Degli Ulivi                                               | Uconn Roc                                                      | Italie                                                         | Alexandre Abrivard                                             | Vincent Lacroix                                                | 1'13"8                                                         |                                                                |
| 2014  | Roxane Griff                                                   | Ténor de Baune                                                 | France                                                         | Éric Raffin                                                    | Sébastien Guarato                                              | 1'13"5                                                         |                                                                |
| 2013  | Quarry Bay                                                     | Cygnus d'Odyssée                                               | France                                                         | Camille Levesque                                               | Mike Lenders                                                   | 1'15"1                                                         |                                                                |
| 2012  | Pluto du Vivier                                                | Extreme Dream                                                  | France                                                         | Matthieu Abrivard                                              | Jean-Christophe Sorel                                          | 1'13"1                                                         |                                                                |
| 2011  | Quémeu d'Écublei                                               | Jet Fortuna                                                    | France                                                         | Jonathan Carré                                                 | Frédéric Prat                                                  | 1'16"                                                          |                                                                |
| 2010  | Quémeu d'Écublei                                               | Jet Fortuna                                                    | France                                                         | Jonathan Carré                                                 | Frédéric Prat                                                  | 1'13"8                                                         |                                                                |
| 2009  | Lynx de Bellouet                                               | Big Prestige                                                   | France                                                         | Ludovic Mollard                                                | Jean-Michel Bazire                                             | 1'13"                                                          |                                                                |
| 2008  | Marathon Man                                                   | Tadzio de la Motte                                             | France                                                         | Nathalie Henry                                                 | Igor-Pierre Blanchon                                           | 1'12"9                                                         |                                                                |
| 2007  | Mage du Martellier                                             | Chef du Châtelet                                               | France                                                         | Franck Nivard                                                  | Regis Perroteau                                                | 1'14"1                                                         |                                                                |
| 2006  | Kamilo d'Authon                                                | Cortès                                                         | France                                                         | Éric Raffin                                                    | Jacques Gheza                                                  | 1'14"4                                                         |                                                                |
| 2005  | Jag de Bellouet                                                | Viking's Way                                                   | France                                                         | Matthieu Abrivard                                              | Christophe Gallier                                             | 1'15"4                                                         |                                                                |
| 2004  | Jag de Bellouet                                                | Viking's Way                                                   | France                                                         | Matthieu Abrivard                                              | Christophe Gallier                                             | 1'15"3                                                         |                                                                |
| 2003  | Idalo                                                          | Ursis                                                          | France                                                         | Jean-Michel Bazire                                             | Stéphane Guelpa                                                | 1'15"5                                                         |                                                                |
| 2002  | Hamilton d'Isques                                              | Myoto Barbés                                                   | France                                                         | Philippe Masschaele                                            | Luc Roelens                                                    | 1'17"9                                                         |                                                                |
| 2001  | Fossein                                                        | Tarass Boulba                                                  | France                                                         | Franck Jamard                                                  | Noël Busset                                                    | 1'17"                                                          |                                                                |
| 2000  | Honneur de France                                              | Tipouf                                                         | France                                                         | Laurent-Claude Abrivard                                        | Laurent-Claude Abrivard                                        | 1'16"6                                                         |                                                                |
| 1999  | Dom Williams                                                   | Oranger Bleu                                                   | France                                                         | Philippe Békaert                                               | Bernard Provost                                                | 1'18"1                                                         |                                                                |
| 1998  | Dream With Me                                                  | Tarass Boulba                                                  | France                                                         | François Roussel                                               | Alain Roussel                                                  | 1'16"5                                                         |                                                                |
| 1997  | Don Paulo                                                      | Hurgo                                                          | France                                                         | Philippe Gillot                                                | Franck Blandin                                                 | 1'17"2                                                         |                                                                |
| 1996  | Arcadia                                                        | Kosco                                                          | France                                                         | Pierre-Yves Verva                                              | Bernard Desmontils                                             | 1'18"6                                                         |                                                                |
| 1995  | Balzac                                                         | Niflosac                                                       | France                                                         | Pierre Levesque                                                | Bertrand de Folleville                                         | 1'18"7                                                         |                                                                |
| 1994  | Vive Ludoise                                                   | Kronos du Vivier                                               | France                                                         | Jean-Claude Hallais                                            | Jean-Claude Hallais                                            | 1'19"2                                                         |                                                                |
| 1993  | Udyjamo du Hamel                                               | Jamborée                                                       | France                                                         | Pascal-André Geslin                                            | Eric Lambertz                                                  | 1'18"                                                          |                                                                |
| 1992  | Urf du Vast                                                    | Moktar                                                         | France                                                         | Philippe Békaert                                               | Jean-Pierre Viel                                               | 1'20"2                                                         |                                                                |
| 1991  | Queila Gédé                                                    | Gazon                                                          | France                                                         | Michel-Marcel Gougeon                                          | Roger Baudron                                                  | 1'18"4                                                         |                                                                |
| 1990  | Reine du Corta                                                 | Ura                                                            | France                                                         | Michel Lenoir                                                  | Alain Roussel                                                  | 1'19"5                                                         |                                                                |
| 1989  | Qualifié                                                       | Hajacques de Chenu                                             | France                                                         | Jean-Marie Monclin                                             | Gerard Nivelet                                                 | 1'20"                                                          |                                                                |
| 1988  | Pad Gy                                                         | Greyhound                                                      | France                                                         | Philippe Békaert                                               | Patrice Poulain                                                | 1'19"3                                                         |                                                                |
| 1987  | Olvera                                                         | Ura                                                            | France                                                         | Alain Laurent                                                  | Claude Campain                                                 | 1'19"4                                                         |                                                                |
| 1986  | Monarque Liézois                                               | Arly                                                           | France                                                         | Jean-Marie Monclin                                             | Gaston Touillet                                                | 1'21"6                                                         |                                                                |
| 1985  | Lady du Rocher                                                 | Amour N                                                        | France                                                         | Jean-Marie Riaud                                               | Philippe Legavre                                               | 1'20"8                                                         |                                                                |
| 1984  | Monzon                                                         | Discret Amour                                                  | France                                                         | Jean-Paul Fairand                                              | Jean-Paul Fairand                                              | 1'19"5                                                         |                                                                |
| 1983  | Luga                                                           | Quioco                                                         | France                                                         | Yves Dreux                                                     | Bernard Desmontils                                             | 1'19"6                                                         |                                                                |
| 1982  | Istraéki                                                       | Paléo                                                          | France                                                         | Michel-Marcel Gougeon                                          | Roger Ledoyen                                                  | 1'20"                                                          |                                                                |
| 1981  | Kronos du Vivier                                               | Sabi Pas                                                       | France                                                         | Jean-Pierre Thomain                                            | Jean-Yves Lecuyer                                              | 1'21"5                                                         |                                                                |
| 1980  | Fleury                                                         | Narioco                                                        | France                                                         | Jean-Yves Bachelot                                             |                                                                | 1'21"9                                                         |                                                                |
| 1979  | Igor des Mézières                                              | Son Idylle P                                                   | France                                                         | Jean-Claude Hallais                                            | Jean-Yves Lécuyer                                              | 1'20"2                                                         |                                                                |
| 1978  | Gaie Mâtine                                                    | Vigan                                                          | France                                                         | Jean-Claude Hallais                                            |                                                                | 1'21"5                                                         |                                                                |
| 1977  | Fanacques                                                      | Kerjacques                                                     | France                                                         | Louis Sauvé                                                    |                                                                | 1'19"7                                                         |                                                                |
| 1976  | Ersin                                                          | Toronto II                                                     | France                                                         | Michel Lenoir                                                  |                                                                |                                                                |                                                                |
| 1975  | Ersin                                                          | Toronto II                                                     | France                                                         | Michel Lenoir                                                  |                                                                | 1'22"3                                                         |                                                                |
| 1974  | Amour N                                                        | Marcus                                                         | France                                                         | Alain Sionneau                                                 |                                                                | 1'21"6                                                         |                                                                |
| 1973  | Corlay                                                         | Fandango                                                       | France                                                         | Michel-Marcel Gougeon                                          |                                                                | 1'20"9                                                         |                                                                |
| 1972  | Arbella                                                        | Harold D III                                                   | France                                                         | Jean Mary                                                      |                                                                | 1'22"2                                                         |                                                                |